# Josef Schulz
Josef Schulz (ur. 11 kwietnia 1840 w Pradze, zm. 15 lipca 1917 tamże) – czeski architekt.

## Życiorys
W latach 1857–1861 studiował na Politechnice w Pradze, następnie na Akademii Sztuk Pięknych w Wiedniu. Podczas studiów współpracował z architektem Ludwigiem Försterem. W latach 1864–1868 był asystentem Josefa Zítka, który sprowadził go z powrotem do Pragi, pracował także jako asystent na praskiej Politechnice. W 1878 roku został profesorem Politechniki w Pradze.
Wraz z Josefem Zítkiem opracował projekt Rudolfinum, po pożarze w 1881 roku powierzono mu także dokończenie budowy Teatru Narodowego w Pradze. Był także architektem odpowiedzialnym za projekt Muzeum Narodowego i Muzeum Sztuki Dekoracyjnej w Pradze.
Był członkiem honorowym Czeskiej Akademii Nauk. Został odznaczony Orderem Franciszka Józefa (1884) i Orderem Korony Żelaznej III klasy (1911).